# Hunanopectinidae
Hunanopectinidae zijn een uitgestorven familie van tweekleppigen uit de orde Pectinida.